# Álvaro García Cantó
García Cantó (La Romana (Alicante), 7 juli 1986) is een gewezen Spaans profvoetballer, beter bekend onder de naam “Álvaro”.
Opgeleid bij de jeugdploegen van UD Aspe, Valencia CF, terugkeer naar UD Aspe en Alicante CF, startte hij zijn professionele carrière tijdens het seizoen 2004-2005 bij de B-ploeg van Alicante CF. Het daaropvolgende seizoen stootte hij door naar de A-ploeg, waar hij bijna vier seizoenen speelde. De ploeg speelde in de Segunda División B. Álvaro speelde drie seizoenen voor de promotie na respectievelijke een derde, eerste en tweede plaats. Het laatste seizoen dwong de ploeg de promotie naar de Segunda División A af. De speler volgde de ploeg en debuteerde tijdens het seizoen 2008-2009 op het tweede niveau van het Spaanse betaalde voetbal.
Tijdens dit seizoen zette Álvaro in januari 2009 een stap terug naar Cádiz CF. Deze ploeg eindigde op het einde van het seizoen als eerste na de reguliere competitie en dwong de promotie naar de Segunda División A af na het spelen van de eindronde.
Het daaropvolgende seizoen 2009-2010 trad Álvaro op het niveau van de Segunda División B aan bij Racing Ferrol. De ploeg speelde echter zeer slecht en Álvaro verliet in januari 2010 de ploeg en tekende bij UD Alzira, een ploeg uit de Tercera División. Deze ploeg dwong de promotie naar het hoger niveau af na een tweede plaats na de reguliere competitie.
Voor persoonlijke redenen bleef Álvaro echter tijdens het seizoen 2010-2011 op het niveau van de Tercera División. Hij tekende bij Novelda CF, maar tekende in januari 2011 bij CD Alcoyano waarmee hij derde werd na de reguliere competitie in de Segunda División B. In de eindronde kon deze ploeg de promotie naar de Segunda División A afdwingen. Tijdens het seizoen 2011-2012 volgde hij de ploeg en zou voor de tweede keer in zijn carrière aantreden in de Segunda División A. De ploeg eindigde op de eenentwintigste plaats en kon zo de degradatie niet afwenden.
Hij zocht een nieuwe ploeg voor het seizoen 2012-2013 en vond deze bij de Griekse eersteklasser Asteras Tripoli. Dit buitenlandse experiment bleek echter niet succesvol te zijn; bij de winterstop had Álvaro nog maar één wedstrijd gespeeld. Daarom verliet hij in januari 2013 de ploeg voor FC Cartagena, een ploeg uit de Segunda División B. Daar moest hij zijn gekwetste ploegmakker van vorig jaar, Fernando Martín Carreras, vervangen. De ploeg behaalde de eindronde, maar werd hier direct uitgeschakeld. Álvaro werd niet weerhouden voor het daaropvolgende seizoen.
Voor het seizoen 2013-2014 vond hij onderdak voor een jaar onderdak bij reeksgenoot CD Leganés. Na de reguliere competitie eindigde de ploeg tweede en dat gaf hun recht om mij te dingen voor promotie. De play-offs werden een succes, zodar de ploeg vanaf seizoen 2014-2015 uitkwam in de Segunda División A. Aangezien Alvoro een belangrijke bijdrage leverde in dit succes, werd zijn contract verlengd met een tweede seizoen.
Het daaropvolgende seizoen 2015-2016 zou hij echter weer een stapje terug zetten bij Huracán Valencia CF, een ploeg uit de Segunda División B. Maar na het faillissement van de club op het einde van 2015 stapte hij over naar reeksgenoot Hércules CF.
Het daaropvolgende seizoen 2016-2017 tekende hij voor reeksgenoot CD Alcoyano. Het zeizoen was bevredigend en hij zou nog een jaar bijtekenen. Na seizoen 2017-2018 zou hij echter een voorlopig punt zetten achter zijn professionele loopbaan.
Tijdens het seizoen 2019-2020 vond hij echter weer onderdak bij Novelda CF, een ploeg uit de Tercera División.